# Berner Au
Die Berner Au ist ein Hamburger Bach. Er durchfließt den äußeren Nordosten des Stadtgebiets.

## Geographie

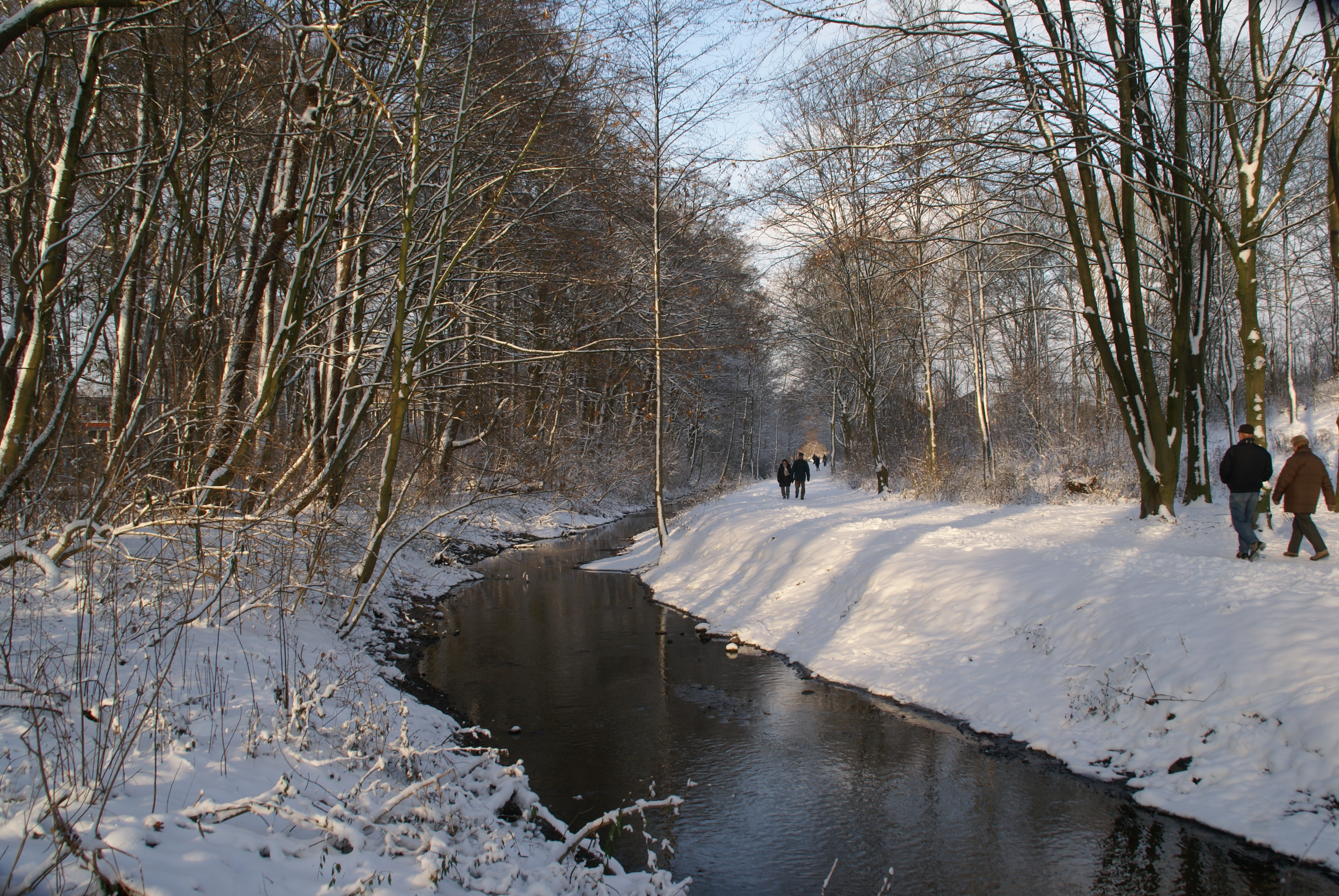
Berner Au als Grenzbach zwischen Farmsen und Rahlstedt

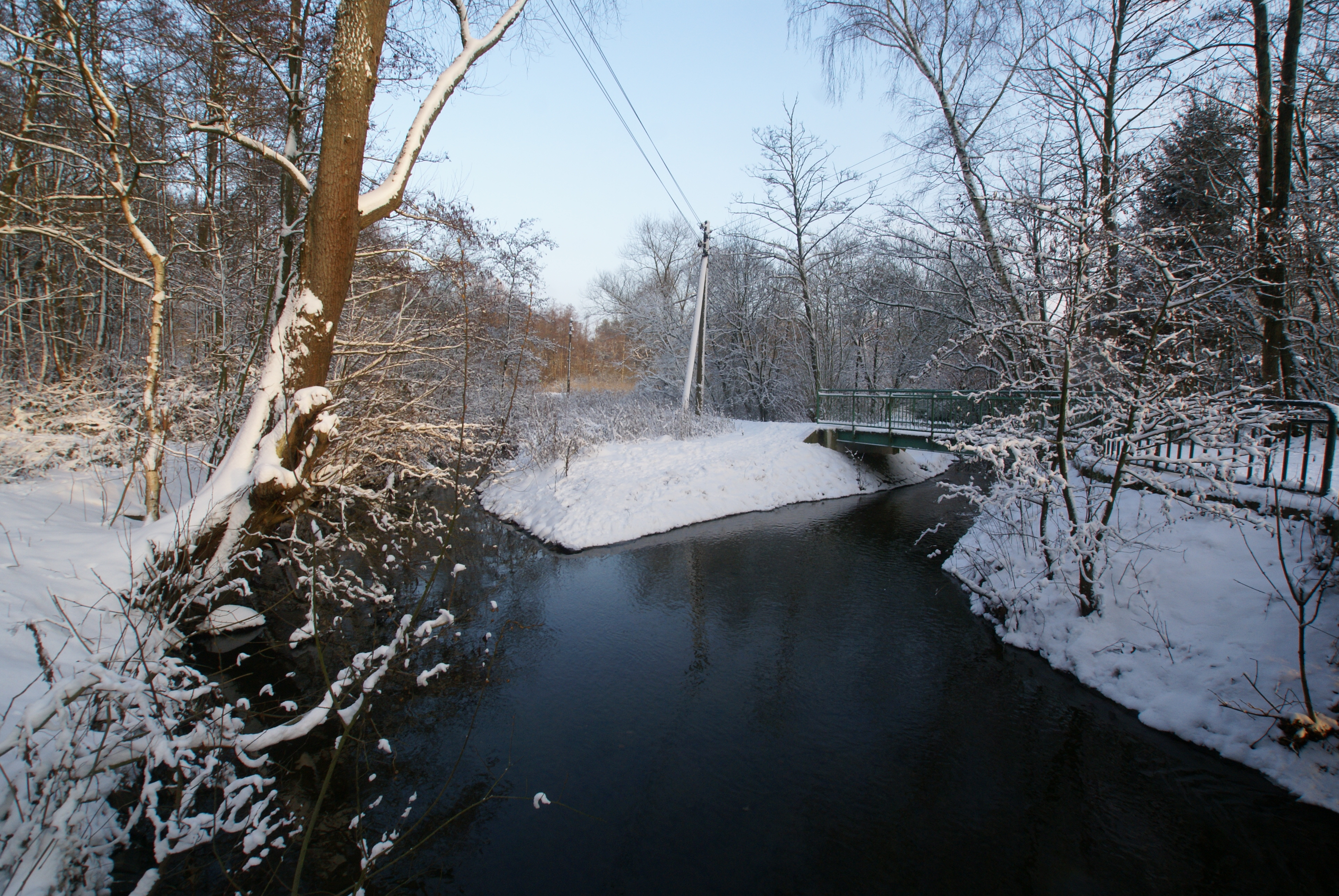
Zusammenfluss mit der Wandse

Der Bach hat keine eindeutige Quelle und bildet sich in einem Wiesengebiet südlich des Saseler Weges im Hamburger Stadtteil Volksdorf vor allem aus den Zuflüssen Klosterwiesengraben und Deepenwiesengraben. Er fließt in südwestlicher Richtung, durchquert die Stadtteile Sasel und Farmsen-Berne und mündet nach 8,3 km beim Ostender Teich in die Wandse, die wiederum über die Alster zur Elbe abfließt. Die Berner Au ist somit ein Gewässer 4. Ordnung. An Zuflüssen sind der Deepenhorngraben, Karlshöher Graben und der Wellingsbütteler Grenzgraben erwähnenswert.

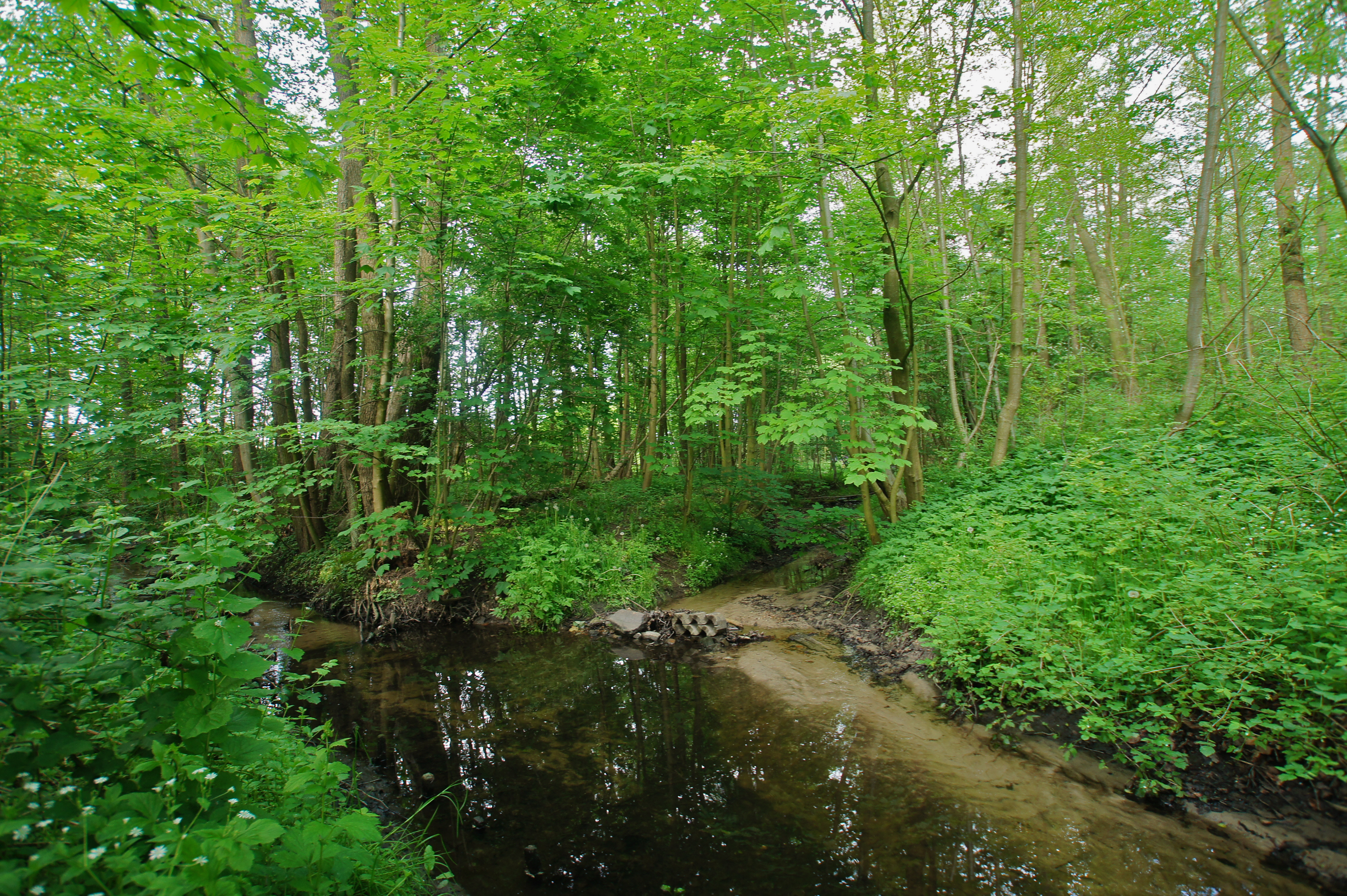
Mündung des Deepenhorngrabens

2014 wurde fast der gesamte Lauf des Baches von der Hamburger Behörde für Stadtentwicklung und Umwelt zum Überschwemmungsgebiet erklärt, was die bauliche und gestalterische Nutzung von benachbarten Grundstücken einschränkt.

## Beschreibung
Der Verlauf des Gewässers ist überwiegend durch Grüngürtel, Schrebergärten, Wald und Wiesen geprägt und in der unteren Hälfte von Fußwegen begleitet. Der Oberlauf des Baches fällt in den Sommermonaten oftmals trocken. Viele frühere wasserbauliche Eingriffe wurden in den letzten Jahren rückgängig gemacht. So hat man sich bemüht, das untere Drittel des Bachlaufs durch die Anlage von Rauschen und Auenräumen naturnah wiederherzustellen. Demgegenüber war der Oberlauf in natürlichem Zustand geblieben. Ein vom Hamburger Bezirksamt Wandsbek herausgegebenes Faltblatt (siehe unten) beschreibt eine bachnahe Wanderung von der U-Bahn-Station Trabrennbahn zum U-Bahnhof Volksdorf.

## Geschichtliches
Der Bach wurde früher auch Farmsenerbek oder Farmsener Bach genannt. Der eigentliche Ursprung soll der „Große Teich“ in Volksdorf gewesen sein, wobei die heutigen Teichwiesengewässer zur Saselbek hin abfließen. Es erscheint möglich, dass die Berner Au früher von Farmsen nach Westen zur Osterbek floss und der heutige Unterlauf des Baches wegen der Anlage einer Mühle am Kupferteich mittels Durchstich erzwungen wurde. Eine solche ist dort bereits vor 1480 nachweisbar, diente der Herstellung von Kupferblechen durch einen wasserbetriebenen Hammer und wurde 1810 zu einer Kornmühle umgebaut. An Stelle des alten Mühlenwehrs findet sich heute ein halbautomatisches Wehr. Außerdem existierten früher in der Nähe eine Pulver-, Säge- und Walkmühle.